# Vanlig groda

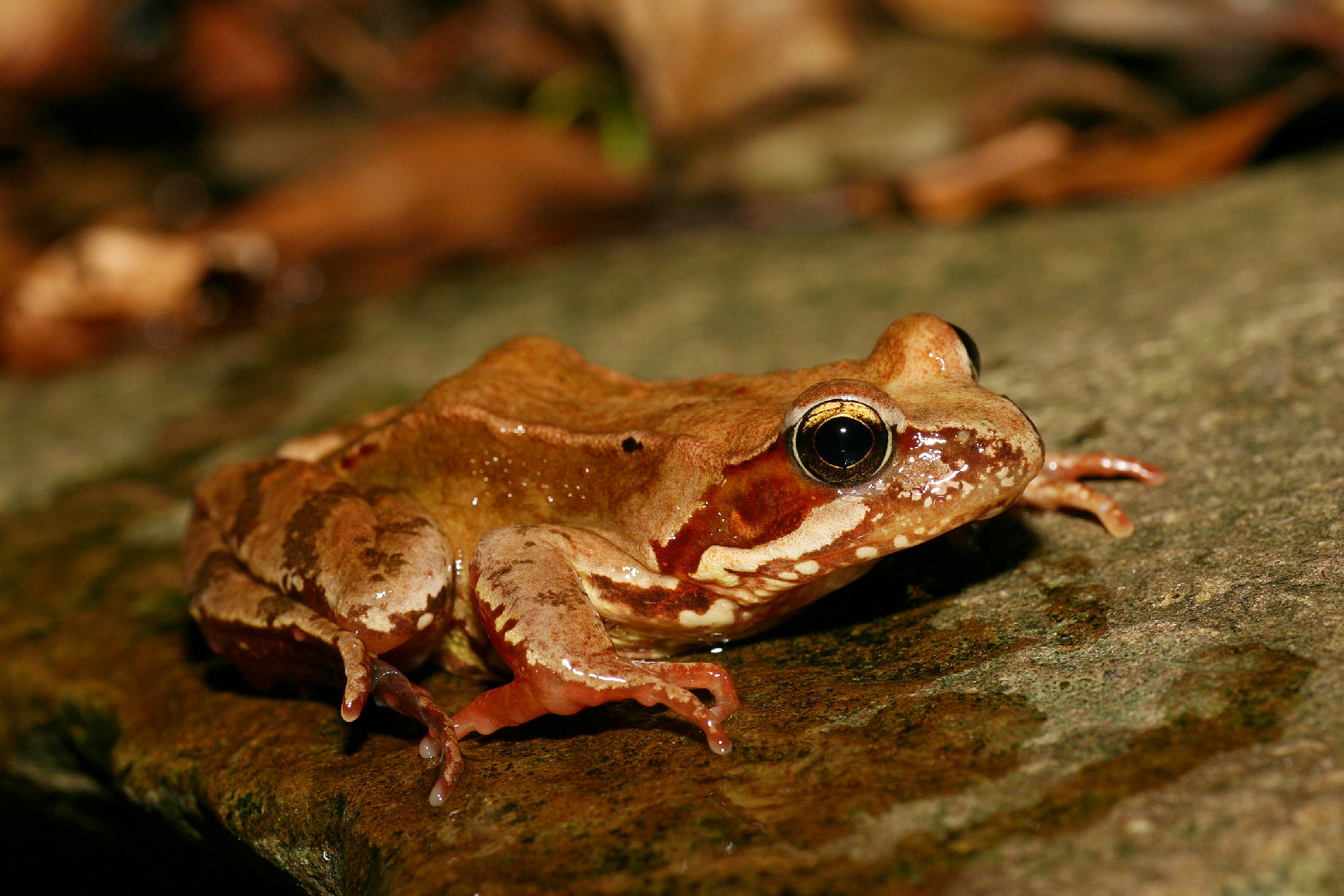
Ung hona

Vanlig groda (Rana temporaria) är en grodart i släktet Rana som tillhör brungrodorna.

## Bygdemål
| Namn  | Trakt                              | Referens |
| ----- | ---------------------------------- | -------- |
| Fröa  | Blekinge, Kalmar län, Östergötland | [ 2 ]    |
| Kossa | Närke                              | [ 3 ]    |

## Utseende
Grodan är variabel i färgen, men vanligen beige, ljusbrun till mörkbrun eller grönbrun, samt med mörkare fläckar (som dock kan vara svåra att urskilja hos mörkare individer). Rödaktiga och nästan svarta individer förekommer också. Undersidan är ljus, och vanligtvis omönstrad. Under parningstiden får hanens hud ofta en blåaktig anstrykning. Grodan kan dessutom variera färg och ryggmönster från dag till dag. Den blir mellan 5 och 9 cm lång, i undantagsfall upp till 11 cm. Som hos de flesta svanslösa groddjur är honorna större än hanarna.
Det är svårt att skilja vanlig groda från åkergrodan som också är en brungroda; det enda säkra kännetecknet är fotrotsknölen vid basen av den innersta tån på bakfoten, som är högst 1/3 av tåns längd (tydligt längre hos åkergrodan).

## Utbredning
Grodan finns i större delen av Europa från norra Spanien till Uralbergen. Den saknas i södra Italien, större delen av Balkan och Kaukasus, men går i öster till västra Sibirien och norra Kazakstan. Den infördes till Irland omkring 1720, och är den enda grodart som finns där.
Den förekommer i nästan hela Skandinavien med undantag för vissa öar (främst Fyn och öarna söder därom, Læsø, Lolland, Falster, Bornholm, Öland och Gotland), östra och centrala Kalmar län, centralt på det småländska höglandet samt fläckvis i de norska och svenska fjällen. Den är fridlyst i hela Skandinavien.

## Vanor
Vanlig groda finns i stränder och sankmark, samt gärna i fuktiga områden i skogar och ängar och i mindre vattensamlingar. Den kan också förekomma längre från vatten, på åkrar och andra odlade områden. Den är aktiv under större delen av dygnet utom den allra varmaste tiden på dagen. 
Den vanliga grodan lever på en mycket varierande diet av maskar, larver, sniglar, insekter, spindlar och lockespindlar. Även andra grodor kan ätas; kannibalism förekommer. Curry-Lindahl nämner att den även förtär växtföda, som barr och gräs, samt uppger att även fågelungar vid något enstaka tillfälle skall ha förtärts.
Grodan är inaktiv under vintern, men det är endast i de nordligaste delarna av dess utbredningsområde som den går i egentlig vintersömn; i Nordfinland går den i dvala från slutet av september, i de nordligaste delarna av utbredningsområdet, som Västsibirien, redan i början av månaden. I Sydskandinavien sker det i mitten i oktober, men det är inte ovanligt att grodan vaknar ur dvalan och uppträder under milda vinterdagar. I Sydeuropa förekommer en kortare period av inaktivitet under årets sista månader

## Fortplantning

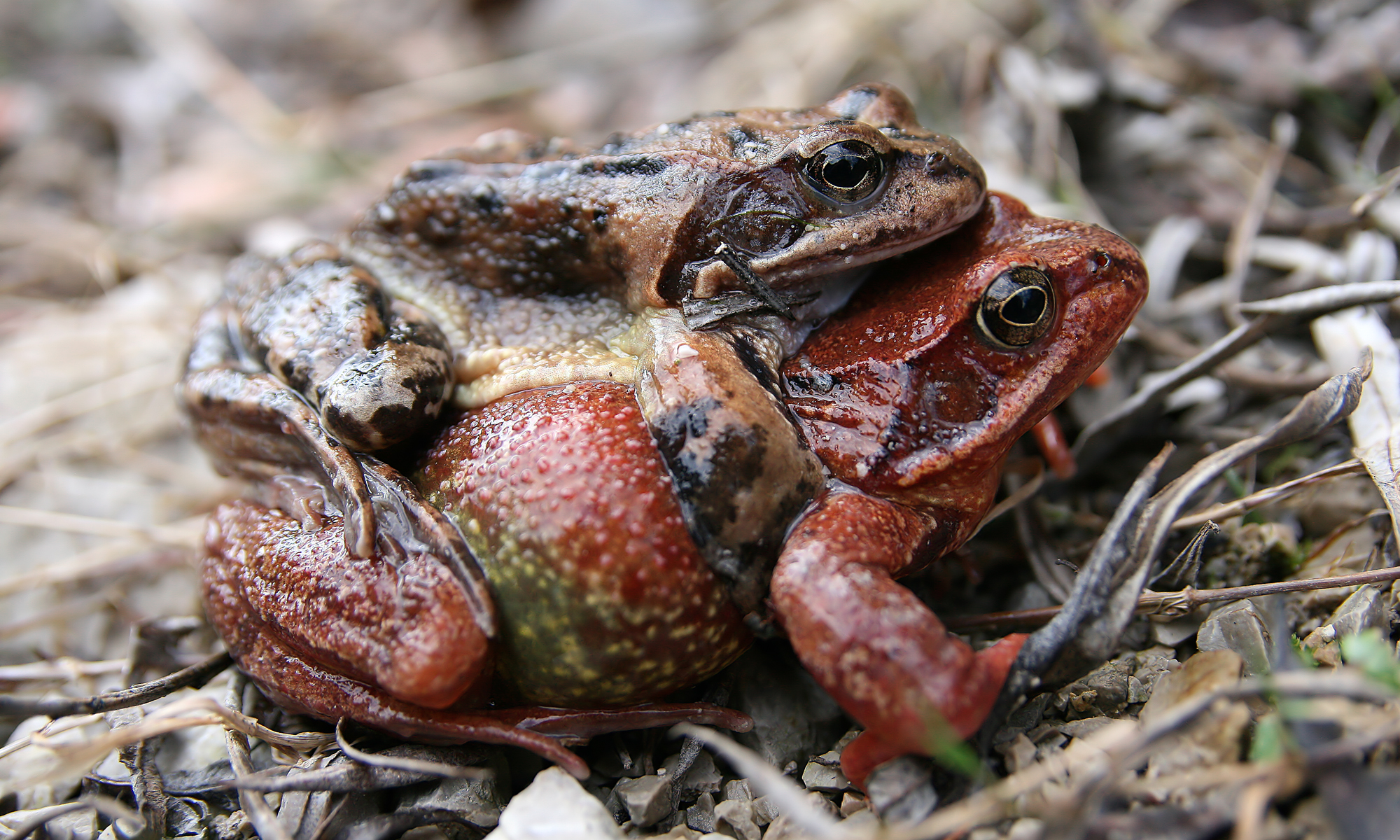
Amplexus (parningsomfamningen)

Leken, som sker i vattensamlingar av mycket varierande storlek, är beroende av att temperaturen är tillräckligt hög för att äggen ska utvecklas. I Skandinavien leker grodan i april till maj, i fjällen så sent som juni. I Centraleuropa kan den starta sent i februari, medan den i Sydeuropa kan inträffa redan i början av månaden. Fortplantningsperioden är ganska kort, knappt två veckor. Amplexus (hanens omfamning av honan vid äggläggningen) sker alldeles bakom framfötterna. Honan lägger vanligen mellan 1 500 och 3 000 ägg. Honorna tenderar att lägga sina ägg tillsammans, så att de bildar stora klumpar på en storlek av mer än en m2. Äggen kläcks efter 2 till 3 veckor beroende på temperaturen. Ynglet tar 2 till 3 månader på sig att förvandlas.
När en hanne av misstag vill para sig med en annan hanne har den ett speciellt läte. Honor som inte är parningsvilliga använder samma läte. Andra honor undviker hannar genom att rotera kroppen. Ifall hannen fortfarande vill para sig spelar honan död. Hon sträcker sina armar och ben ut och är orörlig. Ofta vill flera hannar para sig med samma hona. Så skapas en boll med flera individer. Några honor kvävs vid dessa tillfällen ihjäll.